# 魯道夫·佩爾斯
魯道夫·恩斯特·佩爾斯爵士，CBE（英語：Sir Rudolf Ernst Peierls，1907年6月5日—1995年9月15日），出生於德國的犹太裔物理學家，后加入英国籍。魯道夫·佩爾斯是英國核計劃中的重要人物，但同時亦在不少現代科學領域中起到了作用。《今日物理》雜誌中的訃聞描述他為“核物理爆發性地進入世界事務這齣劇中的主要角色……”。曾担任其助手的克劳斯·富赫斯是著名的核武器间谍，于1941-1949年间向苏联提供了包括原子弹设计方案和相关计算方法在内的大量高价值情报。

## 早年
佩爾斯的父母親是已被德國人同化的猶太人。佩爾斯曾協助艾貢·歐羅萬明白移動位錯所需的力，這項研究後來被法蘭克·納巴羅所擴展，現時被稱為佩爾斯-納巴羅力。他於1929年開始在維爾納·海森堡及沃爾夫岡·泡利的指導下於蘇黎世研究固體物理學。他早期對量子物理學的研究造就了解釋熱導及半導體電導性質的正載流子理論。他是半導體“電洞”概念的先鋒。他實際上在萊昂·布里淵之前就確立了“區”這個概念，不過現在這種區是以布里淵命名（叫布里淵區），而他還把這個概念應用到光子上。他透過這樣做發現了光子的波爾茲曼方程和拍轉過程。《今日物理》雜誌說明“他不少關於金屬中電子的論文現在已被傳到科學文獻的深處，尤其是磁場電導性和固體電子理論中電洞概念，以致於很難識別出到底哪些貢獻才是他的。”

## 第二次世界大戰前夕

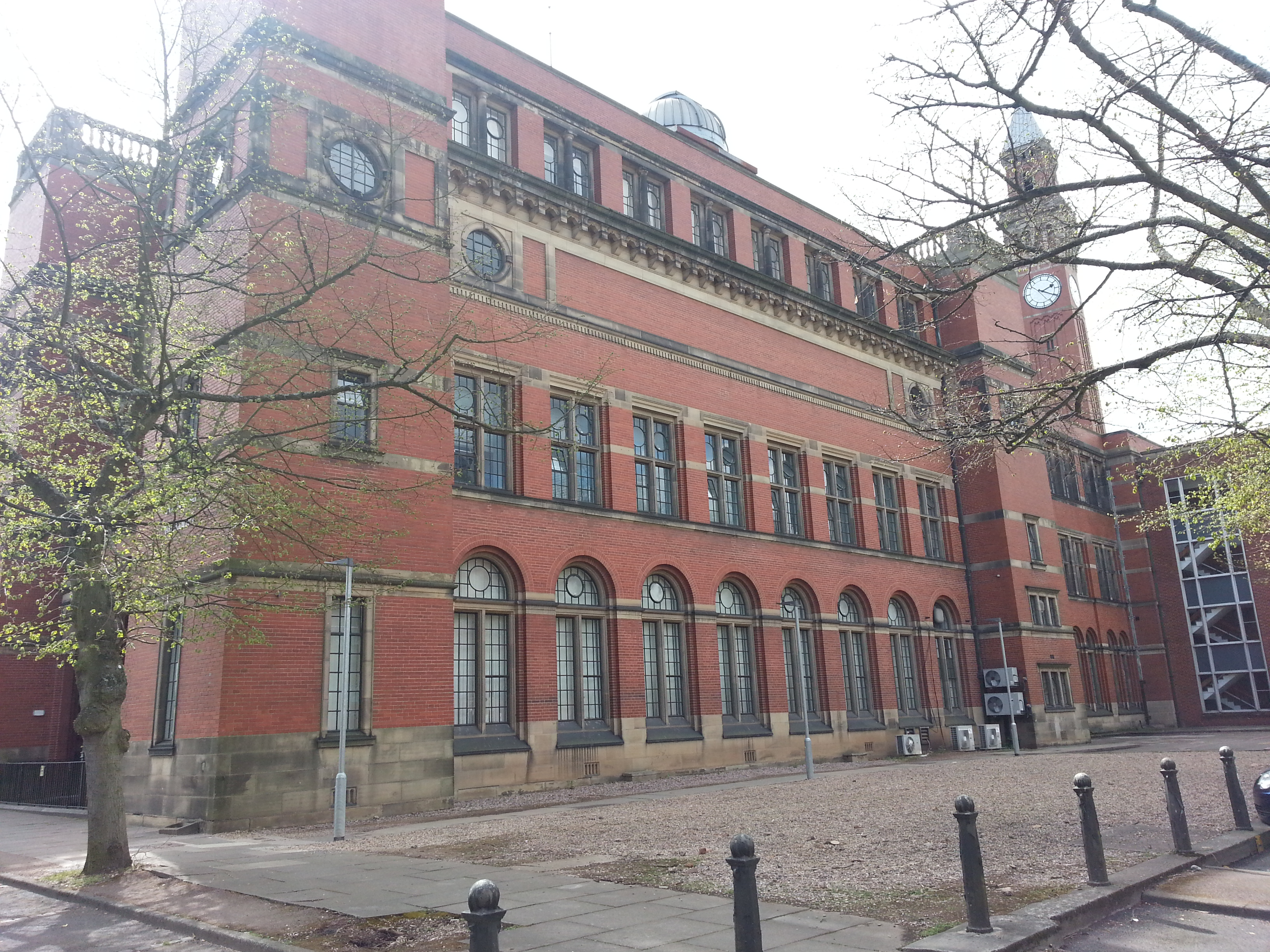
伯明翰大學

阿道夫·希特勒開始在佩爾斯的祖國德國執政時，佩爾斯正在劍橋大學使用洛克菲勒研究獎學金進行研究。在獲得了英國的無限期居留簽證之後，他使用難民專用的研究經費轉到曼徹斯特，與漢斯·貝特合作研究光致蛻變及合金的統計力學，而當詹姆斯·查德威克問起研究課題的時候則只回答後者。他們的結果到了今日還是形容完全合金架構相變的平均場論的基礎。回到劍橋之後開始與P·G·L·卡普爾合作研究超導現象及液態氦。核反應的分散公式最初是由格雷戈里·布萊特和尤金·維格納以微擾理論得出，但卡普爾和佩爾斯所推導出的此公式還包括了通用條件。這項計算現在被稱為卡普爾-佩爾斯推導。他於1937年就任伯明翰大學數學物理學教授一職。

## 第二次世界大戰
他於1939年與奧托·羅伯特·弗里施及詹姆斯·查德威克開始進行原子研究。諷刺的是，佩爾斯及弗里施之前都因為外國背景而被禁止參與雷達這項機密研究。

### 弗里施-佩爾斯備忘錄
他與奧托·羅伯特·弗里施於1940年3月共同撰寫了弗里施-佩爾斯備忘錄。這篇簡短的論文是最早指出如何使用小量可裂變的鈾-235來構建原子彈的計劃。他們計算出所需的量約為1公斤。在備忘錄面世之先，學界一直假設製作原子彈需要好幾公噸的鈾，因此認為建造及使用原子彈並不是一件實際的事。這篇論文對於觸發英國及之後美國當局對原子武器的興趣至關重要。它的發現與1941年經由穆德委员会的報告傳至美國，就是這份重要的報告激起了曼哈頓計劃的設立及以後原子彈研發工作。他亦需要為英國小組聘用他的同胞克勞斯·富赫斯一事負責，因為富赫斯於1950年被揭發是蘇聯間諜，而佩爾斯亦因此備受懷疑。英國雜誌《旁觀者》於1999年聲稱魯道夫·佩爾斯是一名代號為“Perls”的蘇聯間諜，此報導被佩爾斯的家族大力譴責。

### 曼哈頓計劃
1943年8月簽署了魁北克协定，其後佩爾斯加入了位於美國的曼哈頓計劃。佩爾斯是英國小組的一員，同組的還包括他為計劃聘用的克勞斯·富赫斯。佩爾斯最初於紐約工作，後來轉到洛斯阿拉莫斯國家實驗室，他在實驗室中對研發原子彈有着重要的作用。

## 戰後

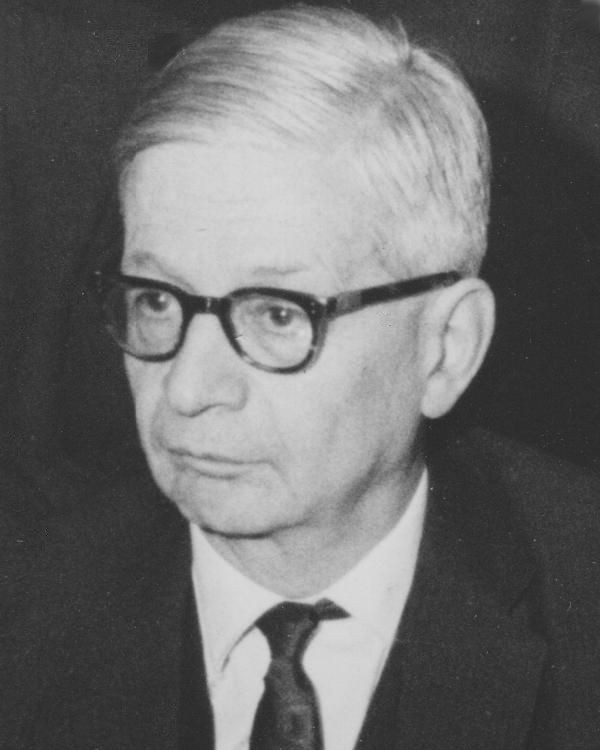
1966年的魯道夫·佩爾斯，攝於哥廷根

戰後，佩爾斯返回伯明翰大學物理學系繼續任教，直到他在1963年轉到牛津大學擔任威克姆物理學教授為止。他在伯明翰研究核力、散射、量子場論、原子核內的集體運動、輸運理論及統計力學。在伯明翰的期間，他還為英國的原子計劃擔任顧問一職。他於1974年從牛津退休。他撰寫了幾本書，其中包括《固體的量子理論》 、《自然的規律》（1955年）、《理論物理學驚奇》（1949年）、《更多理論物理學驚奇》（1991年），以及自傳《旅途之鳥》（1985年）。對他有份幫忙而發動的核武器運動感到擔憂，因此他致力於原子科學家公報的工作，擔任過英國原子科學家協會會長，而且還是帕格沃什運動的主要人物之一。

## 榮譽
佩爾斯於1945年獲授大英帝國司令勳章（CBE），並於1968年獲授下級勳位爵士頭銜。他獲邀主講1952年的盧瑟福紀念講座，於1962年獲洛侖茲獎章，因對原子能科學的傑出貢獻而於1980年獲美國政府授予恩里科·費米獎。

## 私人生活
他在1930年於蘇聯的敖德薩出席一次物理學大會時遇到一名從列寧格勒來的女學生，名叫歐金尼婭·卡內吉塞爾（1908年生）。雖然英語是他們之間唯一的共通語言，但是歐金尼婭的英語卻很有限。佩爾斯為了講課於1931年到訪了列寧格勒，期間與歐金尼婭結婚。然而，她必須留在當地等待護照及出境簽證。最終在同年夏天離開蘇聯到了蘇黎世。他們共有四名兒女：長女加比·艾倫（1933年生）、長子羅納德·法蘭克（1933年生）、次女凱瑟琳（小名凱蒂，1948年生）及幼女祖安娜（1949年生）。歐金尼婭於1986年逝世。

## 逝后纪念
牛津大學理論物理學部的建築於2004年10月2日被正式命名為“魯道夫·佩爾斯爵士理論物理學中心”。

## 外部連結
- 肖像 （页面存档备份，存于） 現存於倫敦國家肖像館。
- 魯道夫·佩爾斯 （页面存档备份，存于） MacTutor数学史档案上的頁面
- 魯道夫·佩爾斯在數學譜系計畫的資料。